# David Platt
David Andrew Platt (Chadderton, 1966. június 10. –) angol válogatott labdarúgó, edző.
Az angol válogatott tagjaként részt vett az 1990-es világbajnokságon, illetve az 1992-es és az 1996-os Európa-bajnokságon.

## Sikerei, díjai

### Játékosként
Juventus
- UEFA-kupa (1): 1992–93

Sampdoria
- Olasz kupa (1): 1993–94

Arsenal
- Angol bajnok (1): 1997–98
- Angol kupa (1): 1997–98

Egyéni
- Az év angol labdarúgója (1): 1990